# Schofields, New South Wales
Schofields este o suburbie în Sydney, Australia.